# イスラエル野球リーグ
イスラエル野球リーグ（イスラエルやきゅうリーグ、ヘブライ語: ליגת הבייסבול הישראלית、英語: Israel Baseball League, "IBL"）は、イスラエルにおける国内プロ野球リーグ。2007年創設。

## 概要
イスラエルでの野球は1927年に初めてプレーされたといわれており、現在でも2000人～3000人程度のプレイヤーがいるといわれている。イスラエル野球リーグは6月24日に開幕し、6チームでそれぞれ45試合程度のペナントレースを行う。イスラエル国籍を持つ現役メジャーリーガーや引退した選手らによってWBCへの参加を熱烈にアピールしている国の一つである。
イスラエル野球リーグ史上初のドラフト会議が、現地時間の2007年4月26日に、アメリカ・ニューヨーク市で行われた。プレリリースによると、指名されたのは主にアメリカの独立リーグやマイナーリーグ、及び大学などに所属している選手が中心。徴兵される心配の無い（イスラエルには徴兵制度が有る）選手を選ぶことによってチーム間の戦力のバランスを保つ為に、アメリカに限らず様々な国籍を持つ選手らが指名され、その国籍数は9つにも及ぶ。育成担当GMにはモントリオール・エクスポズやボストン・レッドソックスでGM経験のあるダン・デュケットが就任した。MLBのバド・セリグコミッショナーが関係するなど、実質的には欧州初のMLB傘下のマイナーリーグのようなものだともいえる。リーグ自体は2Aクラスを目指す。
また、イスラエル人選手はそれぞれの出身地に基づき所属するチームが決まる、地域密着型の運営を図っている。
最初の試合が2007年6月24日に行われ、2007年7月29日には第一回のオールスターゲームが開催された。
リーグ戦は当初各チーム45試合制の予定であったが、急遽41試合制に削減、レギュラーシーズン1位から6位までが順位に応じて争う、トーナメント制のプレーオフが導入された。
各チームは一応都市名を冠しているが、実際は各都市ではプロモーションを行うのみで、テルアビブ市内の急増球場スポーテックとその衛星都市・ペタック・ティクバのバプティスト村内のヤルコン・スポーツコンプレックス、テルアビブとエルサレムの中間にあるキブツ・ゲゼルの球場を使用している。国内の野球場はこの3つのみ、いずれもスタンドのない草野球レベルの球場である。
2008年シーズンは資金難により開催されず、それ以後はリーグ開催の予定が全くたたない時期もあったが、2019年現在は年代別に5つのリーグが設置されており、16の都市で80チームが活動している。

## リーグ構成
各リーグへの参加資格は、出生年によって定められている。
- プレミアリーグ - 18歳以上の選手が出場する、最上位のリーグ。春季リーグは3月〜6月にかけて、秋季リーグは9月〜11月にかけてそれぞれ行われる。試合数は各チーム15〜20試合前後で、雨天の場合は中止となる。
- ジュニアリーグ - 15〜18歳の選手が出場する。
- カデットリーグ - 12〜15歳の選手が出場する。
- ジュベナイルリーグ - 9〜12歳の選手が出場する。
- マイナーリーグ - 7〜10歳の選手が出場する。

## チーム

### 2013年
- モディイン・ミラクル
- ジュニア・ナショナルチーム
- エルサレム・ライオンズ
- ラアナナ・エクスプレス
- テルアヒブ・ライトニング
- TBD
- TBD2 ※リザーブチーム

### 2019年

#### プレミアリーグ
- エルサレム
- ミスガフ（春季リーグのみ）
- ラアナナ
- テルアビブ

#### ジュニアリーグ
- AISジュニア
- ベトシェメシュ・ジュニア
- エルサレム・ライオンズ・ジュニア
- ミスガフ・ジュニア
- モディイン・ミラクルズ・ジュニア1
- モディイン・ミラクルズ・ジュニア2
- ラアナナ・レイダース・ジュニア
- テルアビブ・カムラッズ・ジュニア

## リーグ成績
| 年度   | 1位              | 2位        | 3位        | 4位      | 5位      | 6位                  |
| ------ | ---------------- | ---------- | ---------- | -------- | -------- | -------------------- |
| 2007年 | ベト・シェメシュ | テルアヒブ | モディイン | ネタニヤ | ラアナナ | ペタック・ティクヴァ |

| 年度      | 1位                    | 2位                    | 3位                                | 4位                  | 5位                    |
| --------- | ---------------------- | ---------------------- | ---------------------------------- | -------------------- | ---------------------- |
| 2015-16年 | テルアビブ・カムラッズ | アカデミー             | エルサレム・ライオンズ             | ラアナナ・レイダース | モディイン・ミラクルズ |
| 2016年秋  | エルサレム・ライオンズ | テルアビブ・カムラッズ | ラアナナ・レイダース               |                      |                        |
| 2017年春  | ラアナナ・レイダース   | エルサレム・ライオンズ | テルアビブ・カムラッズ・タイガース |                      |                        |
| 2017年秋  | アカデミー             | テルアビブ             | ラアナナ                           | エルサレム           |                        |
| 2018年春  | テルアビブ             | ラアナナ               | エルサレム                         |                      |                        |
| 2018年秋  | ラアナナ               | エルサレム             | テルアビブ                         | モディイン           |                        |
| 2019年春  | ラアナナ               | エルサレム             | テルアビブ                         | ミスガフ             |                        |
| 2019年秋  |                        |                        |                                    |                      |                        |

## 主な選手
- 木原領樹

投手。右投両打。リーグ創設の2007年にネタニヤ・タイガースでプレーした。
- フアン・フェリシアーノ

投手。右投右打。2007年にベト・シェメシュ・ブルーソックスでプレーした。
- ペレス・ブリトー

内野手。右投右打。2007年にテルアヒブ・ライトニングでプレーした。
- マキシモ・ネルソン

投手。右投右打。2007年にモディイン・ミラクルでプレーした。